# Rugvica
Rugvica falu és község Horvátországban Zágráb megyében. Közigazgatásilag Čista Mlaka, Črnec Dugoselski, Črnec Rugvički, Donja Greda, Dragošička, Hrušćica, Jalševec Nartski, Ježevo, Nart Savski, Novaki Nartski, Novaki Oborovski, Obedišće Ježevsko, Oborovo, Okunšćak, Otok Nartski, Otok Svibovski, Preseka Oborovska, Prevlaka, Rugvica, Sop, Struga Nartska, Svibje és Trstenik Nartski települések tartoznak hozzá.

## Fekvése
Zágrábtól 23 km-re délkeletre, az A3-as autópálya közelében, a Száva bal partján fekszik.

## Története
A régészeti leletek tanúsága szerint a község területén már a bronzkorban is éltek emberek. A Száva mentének ez a része a római korban is lakott volt, középkori településeit már 1209-ben említik. A Száva itteni átkelőhelye mellett kétségkívül mindig volt lakosság. Erre utal a település neve is, mely a kikötőhelyet jelző zászlót jelentő óhorvát "horugva" főnévből származik. A név az idők folyamán "Horongvica" alakra változott és ebből lett a mai Rugvica. A középkorban nemesi családok birtoka. Utolsó birtokosa Eduard Jelačić volt, akinek a kastélya azonban már nem áll. A falu jobbágyai régen kiváltságokat is élveztek. Hagyományos viseletük után a nép "svilari"nak, azaz selymeseknek nevezte őket. Másik ragadványnevük jellegzetes vászon ruházatuk alapján "turjačari" volt.
Rugovica a 19. század közepén vált községközponttá. Iskoláját 1852-ben alapították, iskolaépülete 1892-ben épült fel.
1857-ben 558, 1910-ben 682 lakosa volt. Trianon előtt Zágráb vármegye Dugo Seloi járásához tartozott. A járás megszüntetése után 1955-ben Rugvica Dugo Selo község része maradt. Az 1993-ban elrendelt közigazgatási reform során vált önálló községgé, melyhez 23 település tartozik.
A településnek 2001-ben 758, a községnek összesen 7608 lakosa volt.

## Lakosság
| Lakosság változása | Lakosság változása | Lakosság változása | Lakosság változása | Lakosság változása | Lakosság változása | Lakosság változása | Lakosság változása | Lakosság változása | Lakosság változása | Lakosság változása | Lakosság változása | Lakosság változása | Lakosság változása | Lakosság változása |
| ------------------ | ------------------ | ------------------ | ------------------ | ------------------ | ------------------ | ------------------ | ------------------ | ------------------ | ------------------ | ------------------ | ------------------ | ------------------ | ------------------ | ------------------ |
| 1857               | 1869               | 1880               | 1890               | 1900               | 1910               | 1921               | 1931               | 1948               | 1953               | 1961               | 1971               | 1981               | 1991               | 2001               |
| 558                | 570                | 574                | 656                | 715                | 682                | 679                | 647                | 554                | 570                | 544                | 542                | 585                | 600                | 758                |

## Külső hivatkozások
- Rugvica község hivatalos oldala
- Az alapiskola honlapja